# Why Korea?
Why Korea? est un film documentaire américain produit par  Edmund Reek, et sorti en 1950.
Il a remporté l'Oscar du meilleur court métrage documentaire en 1951. Il est préservé dans l'archive de l'académie des Oscars.

## Fiche technique
- Production : Edmund Reek
- Scénario : Ulric Bell
- Distributeur : 20th Century Fox
- Durée : 30 minutes
- Date de sortie : 1950

## Distribution
- Joe King : Narrateur

## Distinctions
- 1951 : Oscar du meilleur court métrage documentaire